# Andante, Andante
Andante, Andante, arbetstitel "Hold Me Close" , är en sång inspelad på både spanska och engelska av den svenska popgruppen Abba, med sång av Anni-Frid Lyngstad, till albumet Super Trouper.
Benny Andersson och Björn Ulvaeus skrev låten, medan Buddy och Mary McCluskey skrev text på spanska.
På spanska släpptes "Andante, Andante" som singel i Argentina, Chile, Ecuador och Peru 1980 samt på sydamerikanska RCA-versioner av albumet Super Trouper. Spåret släpptes första gången på CD 1994 på Polydors USA-samling Más Abba Oro, och 1999 på återlanseringen av Oro – Grandes Éxitos.

## Coverversioner
- Det svenska dansbandet Thorleifs spelade in en instrumental version av låten på albumet Med dej vill jag leva 1992 [2].
- Den brittiske sångaren Hazell Dean spelade 1996 in sången på albumet The Winner Takes It All: Hazell Dean Sings Abba.
- Den amerikanska sångaren Lenore Troia (från Key West, Florida) spelade 2007 in en cover på låten på albumet Sand Dancing.